# Пяна (река)
Пяна (на руски: Пьяна) е река в Нижегородска област и Република Мордовия на Русия, ляв приток на Сура (десен приток на Волга). Дължина 436 km. Площ на водосборния басейн 8060 km².

## Извор, течение, устие
Река Пяна води началото си от северните части на Приволжкото възвишение, на 228 m н.в., на 2 km югозападно от село Верхне Тализино, в крайната югоизточна част на Нижегородска област и по цялото си протежение тече през хълмисти и безлесни местности по северната периферия на възвишението. На 10 km след извора си реката завива на северозапад и на протежение около 20 km протича през най-северната част на Република Мордовия, след което отново се завръща на територията на Нижегородска област. До устието на левия си приток Вадок при село Лопатино Пяна тече в северозападна посока, а след това рязко завива на изток и запазва това направление до устието си, като образува голяма, изпъкнала на запад дъга, в която е разположено възвишението Межпяние (част от Приволжкото възвишение). Влива се отляво в река Сура (десен приток на Волга), при нейния 116 km, на 61 m н.в., на 1 km североизточно от село Шахово, като разстоянието между извора и устието ѝ е само 65 km.
Долината на реката е асиметрична, широка от 3 до 6 km, с полегат и терасиран ляв бряг, висок до 30 – 50 m и стръмен и висок до 40 – 70 m, силно разчленен десен бряг. Пяна протича през силно окарстени райони и предимно по нейния висок и стръмен десен бряг често явление са пещерите и понорите. В отделни участъци има едностранно или двустранно развита заливна тераса с ширина до 3 km. Средното и долното течение на реката се характеризират със стотиците си меандри и старици (изоставени речни корита).

## Водосборен басейн, притоци
Водосборният басейн на Пяна заема площ от 8060 km², което представлява 11,94% от водосборния басейн на река Сура. На юг водосборния басейн на Пяна граничи с водосборния басейн на река Алатир (ляв приток на Сура), на изток и североизток – с водосборните басейни на по-малки реки, леви притоци на Сура, на запад – с водосборния басейн на река Тьоша (десен приток на Мокша, от басейна на Ока), а на север – с водосборните басейни на малки десни притоци на Волга). Основни притоци: леви – Чека (70 km), Ежат (64 km), Вадок (58 km).

## Хидроложки показатели
Пяна има смесено подхранване с преобладаване на снежното. Среден годишен отток 25 m³/s, максимален 1500 m³/s, минимален 10 – 12 m³/s, с ясно изразено пролетно пълноводие през април и началото на май. Заледява се през ноември, а се размразява през април.

## Стопанско значение, селища
Плавателна е по време на пълноводие за плиткогазещи съдове в долното течение. На нея са разположени множество населени места, в т.ч. градовете Перевоз и Сергач и селищата от градски тип Бутурлино и Пилна и районният център Гагино, всичките в Нижегородска област.